# Carlos Luis de Ribera y Fieve

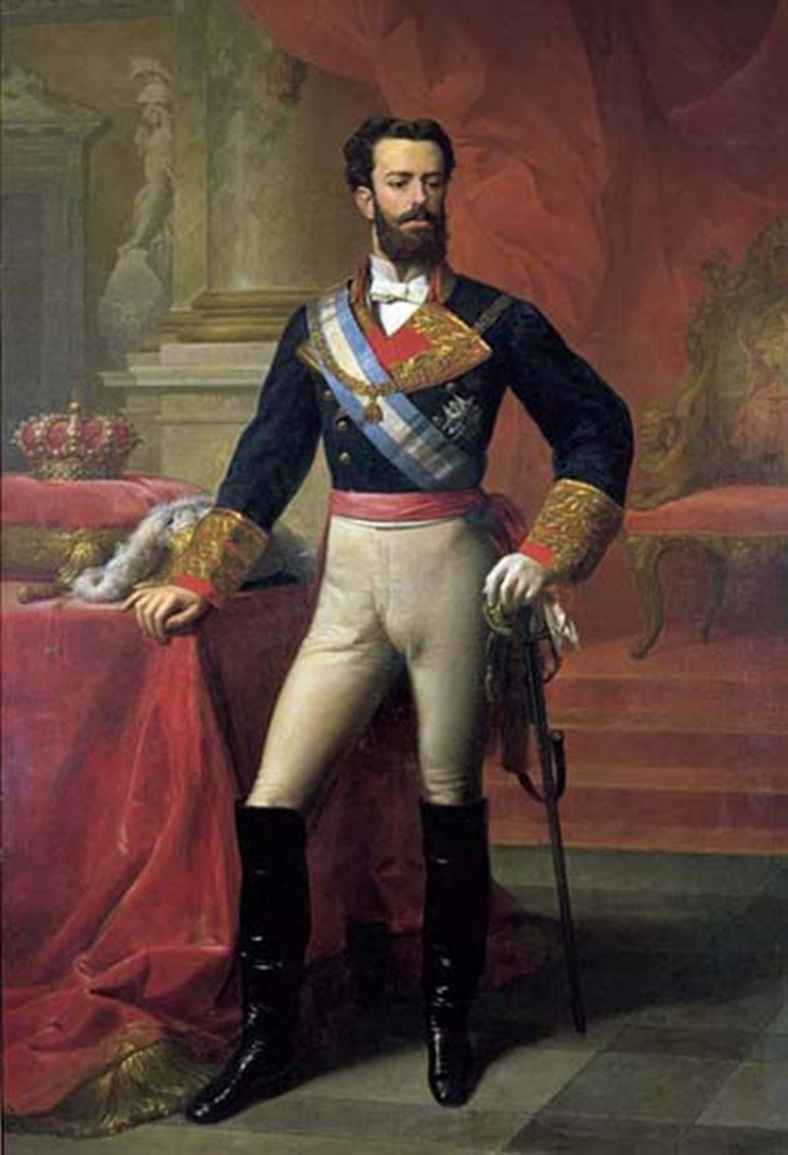
Amédée Ier d'Espagne, représenté portant l'uniforme de capitaine général et portant le collier de l'ordre de la Toison d'or par Carlos Luis de Ribera y Fieve, banque d'Espagne

Carlos Luis de Ribera y Fieve (1815 - 14 avril 1891) est un peintre espagnol, fils de Juan Antonio de Ribera.

## Biographie

### Jeunesse et formation
Ses parrains de baptême sont l'ancien roi Charles IV et Marie Louise de Parme. Carlos Luis étudie à l'académie royale des beaux-arts de San Fernando. Son talent est reconnu à l'âge de quinze ans en 1830, quand il remporte le premier prix au concours de l'Académie pour son portrait de Vasco Núñez de Balboa. Il reçoit également reçu une pension, ce qui lui permet de poursuivre ses études supérieures à Rome et à Paris où il étudie auprès du peintre français Paul Delaroche.
Le temps que passe Luis de Ribera à l'Académie de San Fernando est une période déterminante dans sa vie de peintre. Au cours de cette période il assiste régulièrement aux rassemblements des penseurs romantiques à Madrid. Il est l'une des personnes les plus actives dans la fondation de la revue El artista à laquelle il contribue avec un grand nombre de lithographies. Il étudie également étudié l'art à Paris, chose que font tous les artistes en herbe de l'époque. Il passe neuf ans dans la capitale française, travaillant pour la grande majorité de cette période dans l'atelier de Paul Delaroche. C'est de dernier qui le motivé à travailler sur des peintures historiques.

### Académie royale
Le 3 mars 1845, il est nommé professeur à l'Académie royale. Sur la base de ses mérites, il lui est accordé la croix de l'ordre de Charles III le 15 décembre 1860 et la grand croix de l'ordre d'Isabelle la Catholique le 27 août 1870. Pendant des années, à partir de 1878, Ribera est membre du jury de l'Académie royale. Il sert comme peintre de cour de la reine Isabelle II d'Espagne, puis est plus tard nommé ministre de l'Instruction publique et directeur de l'Académie de San Fernando.

## Œuvres
Il cultive des thèmes historiques avec des tableaux tels que Rodrigo Calderón Gallows Road et La prise de Grenade par les Rois Catholiques ainsi que des thèmes religieux comme La conversion de saint Paul, L'assomption de la Vierge. Il dirige la décoration de l'intérieur du Palais du parlement (1850 ; y participe notamment Manuel Castellano) et l'église de la basilique de Saint-François-le-Grand, où travaille notamment Salvador Martínez Cubells.

## Expositions
Luis de Ribera expose ses œuvres le plus souvent à Paris qui est sa ville de choix pour les expositions entre 1839 et 1855. Il expose également régulièrement à l'Académie Royale des Beaux-Arts de San Fernando et au Liceo artistique et littéraire.

## Dessins et illustrations
Luis de Ribera connaît aussi un certain succès, quoique mineur, en tant que graphiste et illustrateur. Il conçoit et fournit des illustrations pour plusieurs des périodiques de l'époque, tels que The Artist and Journal of Home Culture et celui du musée espagnol d'antiquités.

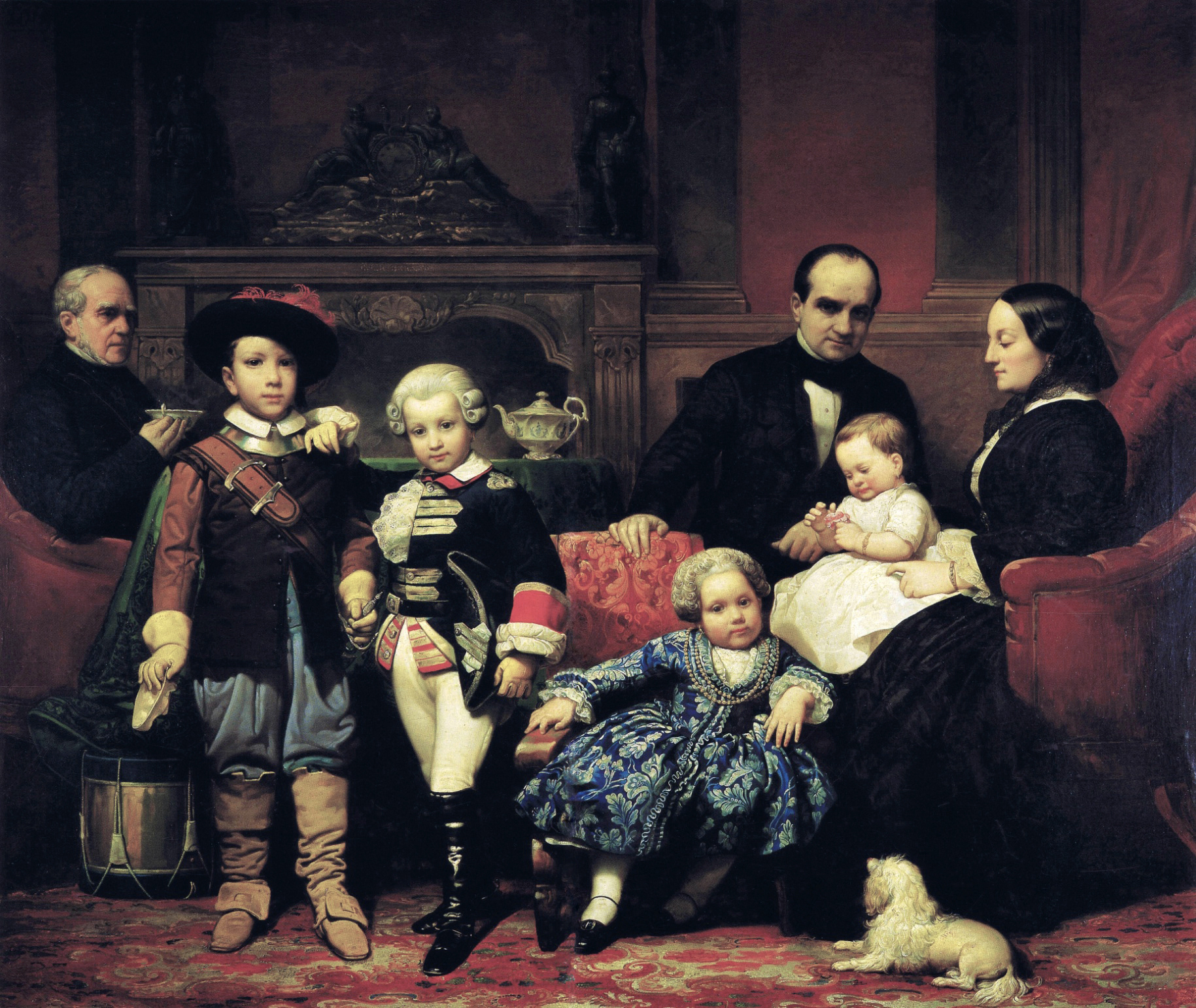
Famille de Don Gregorio Lopez Mollinedo par Carlos Luis, collection privée, 1854